# Saint-Aubin-sur-Scie

Saint-Aubin-sur-Scie este o comună în departamentul Seine-Maritime, Franța. În 1 ianuarie 2022 avea o populație de 1.215 de locuitori.